# トレヴァー・フランシス
トレヴァー・フランシス（Trevor Francis、1954年4月19日 - 2023年7月24日）は、イングランド、プリマス出身の元サッカー選手、サッカー指導者。現役時代のポジションはフォワード、ミッドフィールダー。

## 経歴
1971年にバーミンガム・シティFCでキャリアをスタートさせ、その後も主にイングランドやイタリアなどのクラブで活躍した。1978年にノッティンガム・フォレストFCへ移籍した。移籍初年度のチャンピオンズカップ決勝のマルモ戦ではジョン・ロバートソンのクロスに合わせ、決勝ゴールを挙げて、チームに初優勝をもたらした。トロイト・エクスプレスへの移籍を経て、翌チャンピオンズカップ準決勝のアヤックス戦では決勝ゴールを記録してチームを決勝に導いた。怪我で決勝のハンブルガーSV戦を欠場したが、チームは大会連覇を果たした。またUEFAスーパーカップでもFCバルセロナを破り、優勝した。
サンプドリアでは1984-85シーズン、コッパ・イタリアではトータル9ゴールと大会最多得点王になる活躍でクラブ史上初のタイトル獲得に貢献した。
イングランド代表としては52キャップ12得点を記録し、1982 FIFAワールドカップでもプレー、1次リーグ初戦のフランス戦では2アシスト、第2戦CSSR戦、第3戦のクウェート戦ではゴールを挙げて、2次リーグに進むが、スペイン、西ドイツ戦と2試合連続で引き分けに終わり、準決勝には進出出来なかった。
晩年は選手兼任監督としてプレーし、引退後は指導者としての道を歩んだ。
2023年7月24日、スペインのアパートで心臓発作で死去した。69歳没。

## 獲得タイトル

### クラブ
- コッパ・イタリア : 1984-85
- スコティッシュリーグカップ : 1987-88
- UEFAチャンピオンズリーグ : 1979, 1980
- UEFAスーパーカップ : 1980

### 個人
- プレミアリーグ月間最優秀監督：1回（1993年12月）
- コッパ・イタリア得点王 (1984-85)シーズン